# Madame Sul-Te-Wan
Madame Sul-Te-Wan, właśc. Nellie Conley (ur. 1873 w Kentucky, zm. 1959 w Los Angeles) – amerykańska aktorka sceniczna i filmowa. Pierwsza czarnoskóra osoba, która podpisała kontrakt z dużą wytwórnią filmową.

## Życiorys
Była córką piosenkarki, Cleo de Londy i wędrownego kaznodziei, Silasa Crawforda Wana. Oboje rodzice byli wyzwolonymi niewolnikami. Kiedy Nellie była dzieckiem, Silas porzucił rodzinę, Cleo zatrudniła się więc jako praczka aktorek Buckingham Theatre w Louiseville. W ten sposób mała Nellie, która często zanosiła wyprane ubrania klientkom, poznała świat sceny. Obserwowała aktorki, ćwiczyła ich kroki sceniczne, niekiedy mogła obserwować występy zza kulis. Jako sześciolatka, za namową aktorek Mary Anderson i Fanny Davenport wystartowała w miejskim konkursie tańca, gdzie zajęła pierwsze miejsce. W wieku ośmiu lat próbowała (bez powodzenia) uciec z domu i dołączyć do cyrku.
Podążając za swoim marzeniem o scenie, Nelly Conley przybrała pseudonim Creole Nell i dołączyła do trupy Three Black Cloakes w Cincinnati. Około 1910 roku wraz ze swoim mężem Robertem Reedem Conleyem i dwoma synami, jak wiele innych czarnoskórych osób w tamtym czasie, przeprowadziła się do Kalifornii, gdzie o pracę było łatwo, a ceny nieruchomości w miarę przystępne.
W Kalifornii, Nellie Conley, aby uniknąć protekcjonalności białych, którzy często zwracali się do czarnoskórych po imieniu lub używając form aunt (ciotko) lub uncle (wuju), zamiast „pan” czy „pani”, przybrała pseudonim Madame Sul-Te-Wan. Nie zdradzała swojego prawdziwego imienia i onieśmielała tych, którzy chcieliby zapytać. Chciała też by jej nowe imię kojarzyło się z szykiem i znaczeniem.
Początkowo życie w Kalifornii było dla Madame trudne. Kiedy jej najmłodszy syn miał trzy tygodnie, mąż porzucił artystkę, zostawiając jej troskę o utrzymanie rodziny i wielomiesięczne zaległości w czynszu. Aby zarobić na życie Madame wraz z dziećmi (z których najstarsze liczyło 7 lat) zaczęła występy z grupą Forum, która wspierała czarnoskórych artystów, umożliwiając im zarobienie na czynsz i jedzenie dzięki występom. Dowiedziała się też, że reżyser D.W. Griffith, pochodzący z jej rodzinnego Kentucky, kręci właśnie film i postanowiła spróbować uzyskać od niego pracę.
Aktorka udała się na ulicę, gdzie kręcono film, a następnie poprosiła znajomego aktora, Henry’ego B. Walthalla, aby wskazał jej reżysera. Madame poczekała na dogodny moment i gdy nikt nie patrzył, przedarła się przez plan do Griffitha. Kiedy wyjaśniła mu swoją sytuację, wzruszony reżyser obiecał jej pracę przy Narodzinach narodu.
W tamtym czasie nie było zbyt wielu czarnych aktorów filmowych – większość ról grana była przez białych w blackface. Madame początkowo również nie pełniła roli aktorki – pracowała głównie przy sprzątaniu przebieralni. Z czasem została zatrudniona przez Griffitha do grania drobniejszych ról w filmie (grała kilka różnych postaci, zmieniając kostiumy). Po zakończeniu filmu Griffith zatrudnił Sul-Te-Wan na stałe, z pensją 5$ dziennie.
Narodziny narodu stały się wielkim hitem, ale film był też stanowczo oskarżany o rasizm i był przedmiotem protestów. Kierownik produkcji w wytwórni powiedział Madame, że przyczyną protestów był również fakt, że zagrała w nim ona – czarnoskóra aktorka. Madame została zwolniona (podawano też inną przyczynę jej zwolnienia – fałszywe oskarżenie o kradzież książki ze strony białej aktorki). Była wściekła – mówiła, że walcząc o chleb dla trójki dzieci, nie miała czasu rozważać wraz z wykształconymi członkami swojej rasy, czy film był rasistowski, czy nie. W tamtym czasie Griffith przebywał w Nowym Jorku i nie wiedział o zwolnieniu aktorki. Madame skontaktowała się z prawnikiem Edwardem Burtonem Ceruti, który wysyłał listy do kierownika produkcji i Griffitha. Dzięki temu Sul-Te-Wan odzyskała pracę, a Griffith zatrudnił ją w Nietolerancji.
Aktorka i reżyser nawiązali bliską przyjaźń, która trwała aż do jego śmierci. Griffith rekomendował ją innym filmowcom, a ona wspierała go przez całe życie.
Jej kariera trwała łącznie ponad 40 lat. Po pojawieniu się kina dźwiękowego grała już raczej drobne role. Zmarła w 1959 roku.
W 1986 roku otrzymała pośmiertnie nagrodę im. Oscara Micheaux. Jest też wpisana na listę Black Filmmakers Hall of Fame.

## Filmografia
- Narodziny narodu, 1915
- Hoodoo Ann, 1916
- The Children Pay, 1916
- Nietolerancja, 1916
- Stage Struck, 1917
- Who’s Your Father?, 1918
- Manslaughter, 1922
- The Lightning Rider, 1924
- The Narrow Street, 1925
- Chata wuja Toma, 1927
- Królowa Kelly, 1929
- Sarah and Son, 1930
- The Thoroughbred, 1930
- The Pagan Lady, 1931
- Heaven on Earth, 1931
- King Kong, 1933
- Ladies They Talk About, 1933
- A Modern Hero, 1934
- Imitacja życia, 1934
- Black Moon, 1934
- Czarownica z Salem, 1934
- W starym Chicago, 1937
- The Toy Wife, 1938
- Kentucky, 1938
- Tell No Tales, 1939
- Torchy Blane... Playing with Dynamite, 1939
- Safari, 1940
- Maryland, 1940
- King of the Zombies, 1941
- Podróże Sullivana, 1941
- King of the Zombies, 1943
- Czarna Carmen, 1954
- Something of Value, 1957
- Band of Value, 1957
- Buccaneer, 1958
- Tarzan and the Trappers, 1958[1]